# 小鳥號太空梭
小鳥號太空梭（俄语：Птичка，意為“小鳥”），是前蘇聯暴風雪太空穿梭機計劃中的第2架太空梭，於1988年開始建造，1993年完工。暴風雪太空穿梭機計劃停止後，太空梭現由哈萨克斯坦所擁有。
實際上，小鳥號並不是蘇聯官方的正式名稱，蘇聯稱為（即太空梭 1.02）。

## 任務計劃
蘇聯官方在1989年曾對小鳥號和暴風雪號計劃了多個飛行任務。按原定計劃，小鳥號將在1991年進行兩次無人飛行，進行與和平號太空站水晶號艙自動對接和其他測試，但因計劃停止而未能實行。